# فاخته کوچک
« فاخته کوچک» تک‌آهنگی از هنرمند اهل کانادا سلین دیون است که در ژوئن ۱۹۸۴ منتشر شد.